# Friedrich von Lorentz
Friedrich von Lorentz (* 1. Oktober 1902 in Trier; † 22. Juni 1968 in Berlin) war ein deutscher Klassischer Archäologe und Kunsthistoriker.
Vom Wintersemester 1921/1922 bis zum Wintersemester 1923/1924 studierte er zunächst Architektur an der Technischen Hochschule Berlin-Charlottenburg. Danach studierte er Klassische Archäologie an den Universitäten Berlin, München und Leipzig, wo er 1930 promoviert wurde. 1932 bis 1940 war er Assistent am Archäologischen Institut der Universität zu Köln, wo er 1938 habilitiert wurde. Ab 1939 leistete er Kriegsdienst im Zweiten Weltkrieg. Nach der Entlassung aus britischer Kriegsgefangenschaft 1946 wurde er 1947 Universitätsdozent an der Universität Greifswald, seit 1948 lehrte er als beamteter außerordentlicher Professor Kunstgeschichte an der Technischen Universität Berlin. 1966 wurde er zum ordentlichen Professor ernannt, 1967 emeritiert.
Friedrich von Lorentz war von 1932 bis 1953 mit der Kulturhistorikerin Irma Anger (1904–2001) verheiratet.

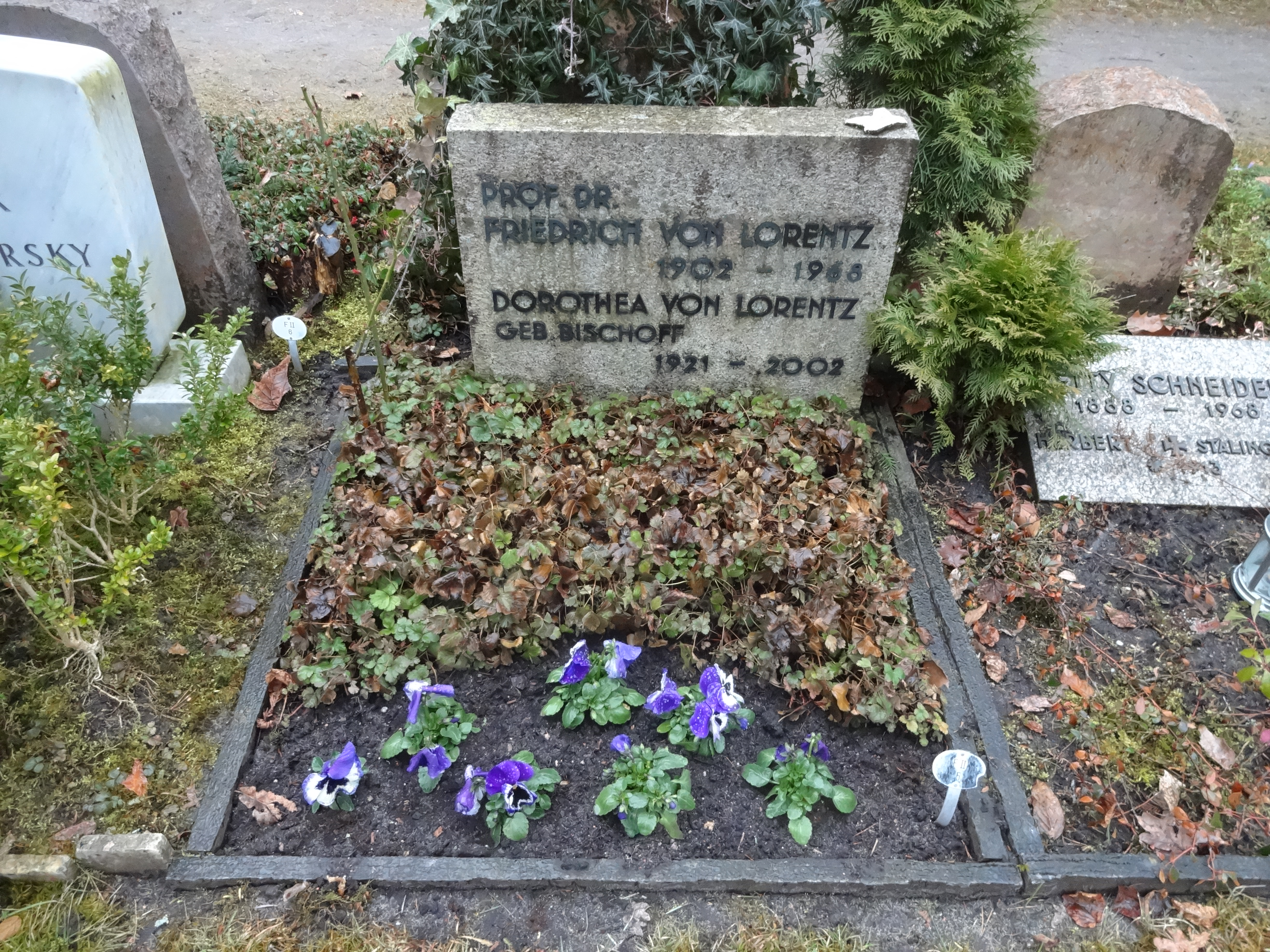
Grabstätte

Er ist auf dem Evangelischen Kirchhof Nikolassee in Berlin bestattet.

## Veröffentlichungen (Auswahl)
- Maussollos und die Quadriga auf dem Maussolleion zu Halikarnass. Neuruppin 1931 (= Dissertation).
- Barbaron hyphasmata. In: Mitteilungen des Deutschen Archäologischen Instituts, Römische Abteilung. Band 52, 1937, S. 165–222 (= Habilitationsschrift).
- Chorschranken. In: Reallexikon zur Deutschen Kunstgeschichte. Band 3, 1954, Sp. 556–567.